# Erik Valeur
Erik Valeur, född 2 september 1955, är en dansk journalist och författare.
Valeur tog examen från Danmarks journalisthögskola 1980 och har sedan dess varit verksam som journalist. Hans skönlitterära debut, romanen Det sjunde barnet (danska: Det syvende barn), publicerades 2011 och har belönats med ett flertal priser.

## Priser och utmärkelser
- Danske Banks Debutantpris 2011, för Det sjunde barnet[1]
- Weekendavisens litteraturpris 2011, för Det sjunde barnet[2]
- DR Romanprisen 2012, för Det sjunde barnet[3]
- Glasnyckeln 2012, för Det sjunde barnet[4]